# ジャック・ブレルは今日もパリに生きて歌っている
『ジャック・ブレルは今日もパリに生きて歌っている』（英: Jacques Brel is Alive and Well and Living in Paris）は、ジャック・ブレルの曲で構成されたアメリカ合衆国のミュージカル。最初はグリニッジ・ヴィレッジのジャズ・クラブであるヴィレッジ・ゲイト劇場で1968年にオフ・ブロードウェイとして上演され、4年以上のロングラン公演がなされた。

## 概要
レビューは約25曲から成り、バックバンドを従えた男性2人・女性2人の計4人の歌手がソロやデュエットなどで交互に歌う形式を取る。タイトルが示す通り、ごく少ない例外を除きすべての曲はジャック・ブレルの作詞曲が使われる。セリフは曲の合間にわずかながらある程度で、別にナレーターを置く場合もある。なお、演出によっては歌手の数を増やした公演も行われている。
このミュージカルは、ジャック・ブレルのステージ出演引退を惜しみ、親交があったエリック・ブラウンが企画・監督して製作された。初演は1968年1月22日、エルヴィス・プレスリーの「ラスベガス万才（Viva Las Vegas）」などを手がけたモート・シューマン、ブレルの曲を英語でカバーしていたエリィ・ストーンに、ショーン・エリオットとアリス・ホイットフィールドの4人が出演。原曲のフランス語詞の英語翻訳はエリック・ブラウと、エリィの夫モルト・シューマンが手がけた。脚本はMoni Yakimが担当。

## 公演
初演以来1800回以上公演されたレビューは、1974年にはアスタープレイス劇場で再演された。また、アメリカ以外に南アメリカのヨハネスブルグでも演じられ、同国のロングラン記録を更新した。1975年には『アメリカン・フィルム・シアター』の一遍として映画化された。日本では1990年代に初演され、以後宝塚歌劇団などを含み多く公演されている。
2006年にはオフ・ブロードウェイのジッパー劇場でオープンエンド再演されている。この公演では、基本的にブラウとシューマンが翻訳した曲を用いているが、選曲の見直しやアレンジの変更などが施され、ゴードン・グリーンバーグが演出を、エリック・シュベイツァルがアレンジを担当している。

## 曲目
初演時の曲目
1. Overture
2. Marathon (Les flamandes)
3. Alone (Seul)
4. Madeleine
5. I Loved (J'aimais)
6. Mathilde
7. Bachelor's Dance (La bourrée du célibataire)
8. Timid Frieda (Les timides)
9. My Death (La mort)
10. The Girls And The Dogs (Les filles et les chiens)
11. Jackie (La chanson de Jacky)
12. The Statue
13. Desperate Ones (Les désespérés)
14. Sons of... (Fils de...)
15. Amsterdam
16. The Bulls (Les taureaux)
17. Old Folks (Les vieux)
18. Marieke
19. Brussels (Bruxelles)
20. Fanette (La fanette)
21. Funeral Tango (Le tango funèbre)
22. The Middle Class (Les bourgeois)
23. You're Not Alone (Jef)
24. “さあ続け”Next (Au suivant)
25. Carousel (La valse à mille temps)
26. If We Only Have Love (Quand on n'a que l'amour)

1975年の映画化の際に追加された曲目
1. The Taxi Cab  (Le Gaz)
2. My Childhood (Mon Enfance)
3. My Last Supper (Le Dernier Repas)
4. Song For Old Lovers (La Chanson Des Vieux Amants)

2006年に再演された際の曲目
- ACT ONE
  1. Le Diable (Ça Va) 
  2. If We Only Have Love
  3. Alone
  4. I Loved 
  5. Jackie
  6. My Childhood 
  7. Madeleine
  8. Bachelor’s Dance 
  9. Fanette
  10. Le Moribond 
  11. The Desperate Ones
  12. Timid Frieda 
  13. The Girls And The Dogs
  14. Statue 
  15. Sons Of 
  16. Amsterdam
- ACT TWO
  1. The Bulls 
  2. Brussels 
  3. Ne Me Quitte Pas 
  4. Middle Class 
  5. Old Folks
  6. Funeral Tango 
  7. My Death 
  8. Marieke 
  9. Song For Old Lovers
  10. “さあ続け”Next 
  11. No Love You’re Not Alone 
  12. Carousel 
  13. If We Only Have Love